# Bling-bling

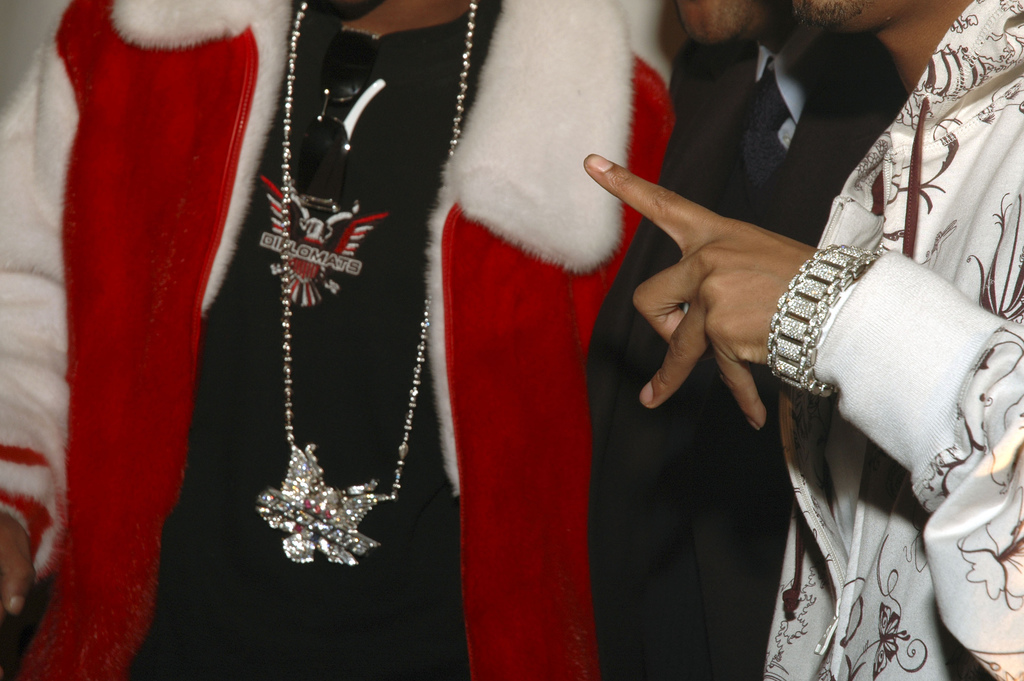
Bling-bling.

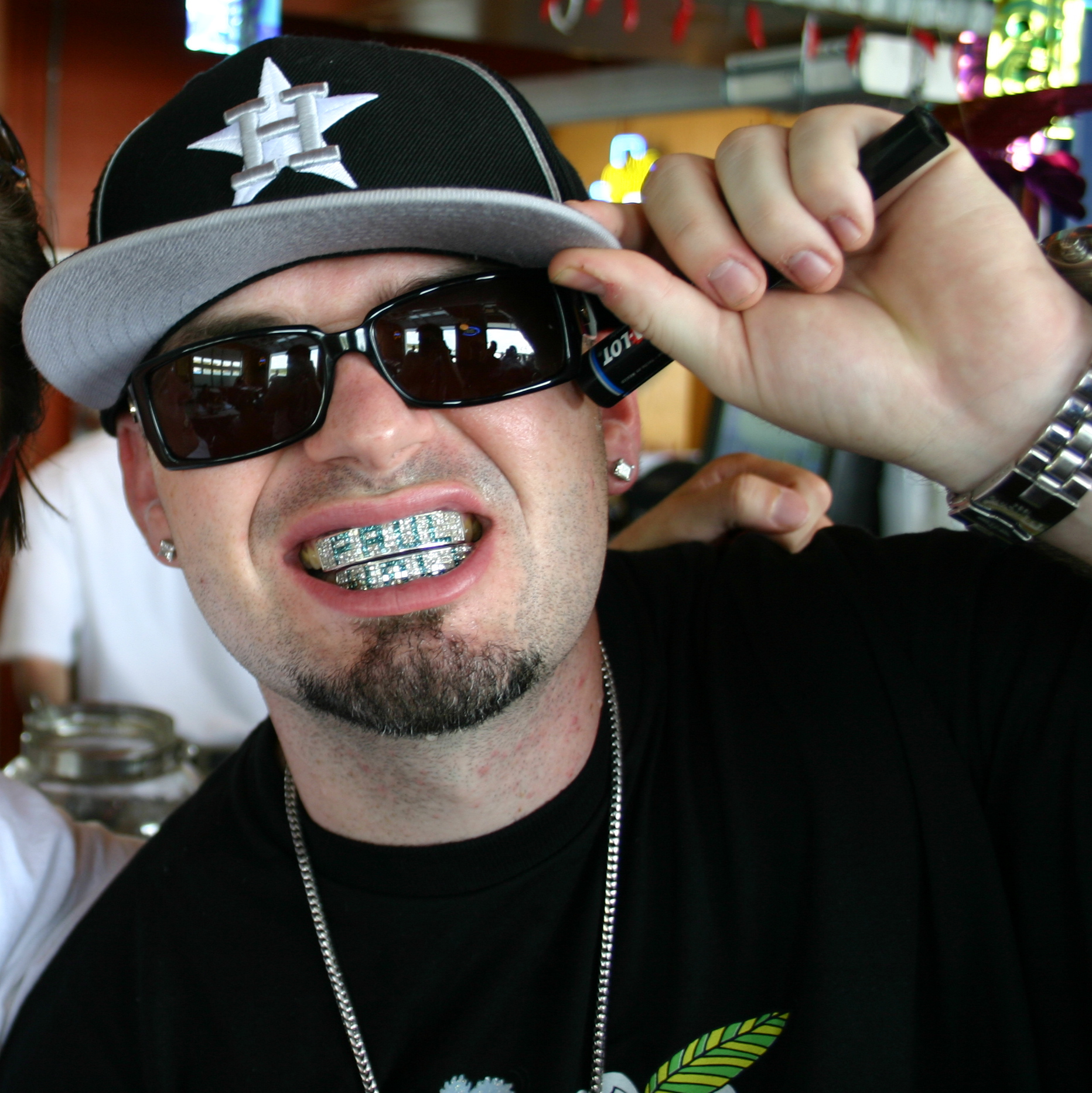
Paul Wall med tandsmycken (grillz).

Bling-bling eller bling är vardagligt för pråliga smycken. Begreppet kan även användas om en livsstil som kretsar kring dyra konsumtionsvaror, inklusive lyxbilar. Den förekommer bland annat inom hiphop-kulturen. 
Ursprunget till ordet sägs vara det imaginära ljudet då ljus träffar en diamant. Första gången det användes i en låt var troligen B.G:s "Bling Bling" från 1999. Ordet "bling" finns med i Svenska Akademiens ordlista över svenska språket (SAOL, nätupplaga år 2015).